# 加島DJ
加島 DJ（かしま ディージェイ、2001年3月11日 - ）は、ジャパンラグビーリーグワン三菱重工相模原ダイナボアーズに所属するラグビー選手。本名は「加島 有盛デミトリスジェモール」。

## プロフィール
- 神奈川県出身。
- ポジションはウィング(WTB)。
- 身長 178 cm、体重 87 kg
- 7人制日本代表に選ばれたことがある[2]。

## 略歴
2019年、湘南工科大附高校卒業 後、山梨学院大学に入る。
2023年1月、アーリーエントリーで三菱重工相模原ダイナボアーズに加入。同年3月、山梨学院大学卒業。
2025年5月3日に行われたJAPAN RUGBY LEAGUE ONE第17節カンファレンスAブレイブルーパス東京戦にて先発出場でリーグワン公式戦初出場を果たした。